# Великая царица (Древний Египет)
Великая царица, Великая царская супруга или Главная жена царя (егип. ḥmt nswt wrt, "хемет нэсут верет") — титул главной царицы в окружении фараона в Древнем Египте.

## Начало титулования
Меритсегер, главная жена Сенусерта III — самая ранняя известная царица, чьё имя записано с этим титулом и заключено в картуш. Однако, свидетельства о ней есть лишь в более поздней эпохе Нового царства, поэтому титул может быть анахронизмом. Возможно, первой обладательницей титула была Нубхаес из Второго переходного периода.

## Женщина-фараон
Особое место в истории «великих царских жён» занимает Хатшепсут. Она была «великой царской женой» её неполнородного брата Тутмоса II. За это время Хатшепсут стала «супругой бога Амона» (высочайший ранг жрицы в храме Амона в Карнаке). После смерти мужа она стала регентом, из-за малого возраста её пасынка Тутмоса III, единственного наследника мужского пола (рождённого наложницей Исидой), и правила успешно 22 года. Хотя до неё и другие женщины правили Египтом, Хатшепсут была первой женщиной, получившей титул фараон. Став фараоном, она назначила свою дочь Неферуру верховной жрицей, передав ей титул «Супруга бога Амона». Возможно её дочь стала «великой женой» Тутмоса III, но нет доказательств их предполагаемого брака.

## Список великих жён фараонов

### Среднее царство
| Династия     | Имя        | Супруг       | Комментарий                                                                                    |
| ------------ | ---------- | ------------ | ---------------------------------------------------------------------------------------------- |
| XII династия | Меритсегер | Сенусерт III | Вероятно первая имеющая титул; однако не сохранилось однозначных свидетельств её современников |

### Второй переходный период
| Династия      | Имя                 | Супруг                               | Комментарий                                                  |
| ------------- | ------------------- | ------------------------------------ | ------------------------------------------------------------ |
| XIII династия | Нубхетепти          | Хор                                  |                                                              |
| XIII династия | Нубхаес             | Себекхотеп V, Себекхотеп VI или Иаиб |                                                              |
| XIII династия | Инени               | Мернеферра-эйе                       |                                                              |
| XIII династия | Нехйит              | ?                                    | Известна лишь по двум печатям-скарабеям                      |
| XIII династия | Сатсобек            | ?                                    | Известна лишь по одной печати-скарабею                       |
| XIII династия | Сатхатхор           | ?                                    | Известна лишь по одной печати-скарабею, имя читается не ясно |
| XVI династия  | Ментухотеп (царица) | Джехути (фараон)                     |                                                              |
| XVI династия  | Ситмут              | Ментухотеп VI (?)                    |                                                              |
| XVII династия | Нубхаис             | Собекемсаф I                         |                                                              |
| XVII династия | Собекемсаф          | Иниотеф VI                           | Сестра неизвестного фараона. Похоронена в Эдфу.              |
| XVII династия | Нубемхат            | Собекемсаф II                        |                                                              |
| XVII династия | Тетишери            | Сенахтенра                           | Мать Таа II Секененра                                        |
| XVII династия | Яххотеп             | Таа II Секененра                     | Мать Яхмоса I и Яхмос-Нефертари                              |

### Новое Царство
| Династия       | Имя                | Супруг        | Комментарий |
| -------------- | ------------------ | ------------- | --- |
| XVIII династия | Яхмос-Нефертари    | Яхмос I       | Мать Аменхотепа I и Яхмес-Меритамон |
| XVIII династия | Ситкамос           | Яхмос I (?)   | |
| XVIII династия | Яхмос-Хенуттамеху  | Яхмос I (?)   | Дочь царицы Инхапи. |
| XVIII династия | Яхмес-Меритамон    | Аменхотеп I   | |
| XVIII династия | Яхмос              | Тутмос I      | Мать Хатшепсут |
| XVIII династия | Хатшепсут          | Тутмос II     | Правила как фараон, мать Неферуры |
| XVIII династия | Исида (царица)     | Тутмос II     | Наложница. Получила титул от её сына Тутмоса III |
| XVIII династия | Неферура (?)       | Тутмос III    | Нет документальных доказательств их свадьбы |
| XVIII династия | Сатиа              | Тутмос III    | |
| XVIII династия | Меритра Хатшепсут  | Тутмос III    | Мать Аменхотепа II |
| XVIII династия | Тиаа               | Аменхотеп II  | Получила титул от её сына Тутмоса IV после смерти её мужа Аменхотепа II. Аменхотеп II не сохранял записей о жёнах не царской крови, и Тиаа была идентифицирована только позже по её сыну |
| XVIII династия | Нефертари          | Тутмос IV     | |
| XVIII династия | Ярет               | Тутмос IV     | |
| XVIII династия | Тенеттепиху        | Тутмос IV?    | Известна по ушебти и погребальной статуе. Предположительно датирована временем Тутмоса IV                                                                                                |
| XVIII династия | Мутемуйя           | Тутмос IV     | Получила титул от её сына Аменхотепа III, после смерти мужа мистифицировала своё рождение как царское                                                                                    |
| XVIII династия | Тийа               | Аменхотеп III | Мать Эхнатона |
| XVIII династия | Ситамон            | Аменхотеп III | Старшая дочь Аменхотепа III и Тийи. |
| XVIII династия | Исида (II)         | Аменхотеп III | Дочь Аменхотепа III и Тийи. Получила титул от отца. |
| XVIII династия | Небетнехат         | ?             | Известна по картушу найденному на фрагменте канопы. Жила во второй половине XVIII династии                                                                                               |
| XVIII династия | Нефертити          | Эхнатон       | |
| XVIII династия | Меритатон          | Сменхкара     | Дочь Эхнатона и Нефертити |
| XVIII династия | Анхесенамон        | Тутанхамон    | Дочь Эхнатона и Нефертити |
| XVIII династия | Тэи                | Эйе           | |
| XVIII династия | Мутнеджмет         | Хоремхеб      | Возможно, дочь Эйе и Тэи |
| XIX династия   | Ситра              | Рамсес I      | Мать Сети I |
| XIX династия   | Туя                | Сети I        | Мать Рамсеса II |
| XIX династия   | Нефертари Меренмут | Рамсес II     | |
| XIX династия   | Иситнофрет         | Рамсес II     | Мать Мернептаха |
| XIX династия   | Бент-Анат          | Рамсес II     | Старшая дочь Рамсеса II и Иситнофрет |
| XIX династия   | Меритамон          | Рамсес II     | Дочь Рамсеса II и Нефертари Меренмут |
| XIX династия   | Небеттави          | Рамсес II     | Дочь Рамсеса II и Нефертари Меренмут |
| XIX династия   | Хенутмира          | Рамсес II     | Сестра или дочь Рамсеса II |
| XIX династия   | Маатхорнефрура     | Рамсес II     | Хеттская принцесса, старшая дочь Хаттусили III |
| XIX династия   | Иситнофрет II      | Мернептах     | Возможно, дочь Рамсеса II и Иситнофрет, старшая сестра супруга |
| XIX династия   | Таусерт            | Сети II       | Стала фараоном |
| XIX династия   | Тахат I            | Сети II?      | Изображена как жена Сети II на (узурпированной) статуе. Возможно мать Аменмеса |
| XX династия    | Тия-Меренисет      | Сетнахт       | Мать Рамсеса III |
| XX династия    | Исида Та-Хемджерт  | Рамсес III    | Мать Рамсеса IV и Рамсеса VI |
| XX династия    | Хенутвати          | Рамсес V      | Упомянута в папирусе Вилбура. |
| XX династия    | Нубхесбед          | Рамсес V      | Мать принцессы Исиды, позже ставшей «Супругой бога Амона». |
| XX династия    | Бакетвернел        | Рамсес IX     | |
| XX династия    | Тыти               | Рамсес X      | Возможно жена Рамсеса X. Похоронена в гробнице QV52. |
| XX династия    | Анукетемхеб        | ?             | Оригинальная владелица саркофага и каноп позже использованных для царицы Тахат в гробнице KV10. Датировано XIX или XX династией.                                                         |

### Третий переходный период
| Династия       | Имя         | Супруг      | Комментарий               |
| -------------- | ----------- | ----------- | ------------------------- |
| XXI династия   | Ноджмет     | Херихор     | Возможно мать Пинеджема I |
| XXI династия   | Мутнеджмент | Псусеннес I |                           |
| XXIII династия | Каромама    | Такелот II  | Мать Осоркона III         |
| XXV династия   | Хенса       | Пианхи      |                           |
| XXV династия   | Пексатер    | Пианхи      |                           |
| XXV династия   | Такахатамон | Тахарка     |                           |
| XXV династия   | Исидамхеб   | Тануатамон  |                           |

### Поздний период
| Династия      | Имя          | Супруг       | Комментарий  |
| ------------- | ------------ | ------------ | ------------ |
| XXVI династия | Мехтенвесхен | Псамметих I  | Мать Нехо II |
| XXVI династия | Тахуит       | Псамметих II | Мать Априя   |